# نادي فيورينزولا 1922
الجمعية الرياضية لاتحاد فيورنزولا الرياضي 1922(بالإيطالية: Unione Sportiva Fiorenzuola 1922 Società Sportiva)‏، هو نادٍ كرة قدم إيطالي من بلدية فيورينزولا دردا في مدينة بياتشنزا في منطقة إميليا-رومانيا. يشارك النادي حاليًا في الدوري الإيطالي الدرجة الثالثة في المجموعة الأولى.

## تاريخ
في تاريخه، لعب فيورنزولا في الغالب في دوري الهواة والدوري المحترف الأدنى، باستثناء فترة وجيزة في التسعينيات عندما وصل النادي إلى الدوري الإيطالي الدرجة الثالثة، وكاد أن يصل إلى الدوري الإيطالي الدرجة الثانية، ولكن خسر النهائي عام 1995 أمام نادي بيستويسي بركلات الترجيح. في عام 1995 أيضًا، حقق فيورنزولا إنجازًا رائعًا في كأس إيطاليا، حيث هُزم 2-1 على أرضه أمام إنتر بعد أن أنتصر على ناديا بريشيا وتورينو. في السنوات التالية بدأ فيورنزولا في التراجع البطيء مما أدى بالنادي إلى النزول إلى الدوري الإيطالي القسم الخامس [الإنجليزية]. يلعب النادي حاليًا في الدوري الإيطالي الدرجة الرابعة.

## الألوان
ألوان الفريق هي الأحمر والأسود.

## ملعب
يلعب فيورنزولا مبارياته على أرضه في الملعب البلدي (بالإيطالية: Stadio Comunale)‏، المعروف أيضًا باسم فيلودروم أتيليو بافيسي (بالإيطالية: Velodrome Attilio Pavesi)‏.

## التشكيلة الحالية
آخر تحديث 7 سبتمبر 2021.
ملاحظة: تشير الأعلام إلى المنتخب الوطني على النحو المحدد في قواعد الأهلية للفيفا. قد يحمل اللاعبون أكثر من جنسية واحدة غير تابعة للفيفا.
| الرقم | البلد            | المركز | اللاعب                                |
| ----- | ---------------- | ------ | ------------------------------------- |
| 2     | البرازيل         | مدافع  | فابريسيو أوليفيرا                     |
| 3     | إيطاليا          | مدافع  | كريستيان ديماركو (معار من إنتر ميلان) |
| 4     | إيطاليا          | مدافع  | سيمون بوتوب                           |
| 5     | إيطاليا          | وسط    | انطونيو زاكاريلو                      |
| 6     | إيطاليا          | مدافع  | لوكا فيري                             |
| 7     | إيطاليا          | مهاجم  | كلاوديو مافيي                         |
| 8     | إيطاليا          | وسط    | ريكاردو ستروناتي                      |
| 9     | إيطاليا          | مهاجم  | كريستيان توماسيني (معار من نادي بيزا) |
| 10    | إيطاليا          | مهاجم  | نيكولو بروشي (معار من نادي بيزا)      |
| 11    | الولايات المتحدة | وسط    | سال اسبوزيتو                          |
| 12    | إيطاليا          | حارس   | نيكولاس باتايولا                      |
| 14    | إيطاليا          | مهاجم  | إدوارد أونتو                          |
| 18    | إيطاليا          | وسط    | جاكوبو نيلي (معار من نادي مودينا)     |

| الرقم | البلد   | المركز | اللاعب                                |
| ----- | ------- | ------ | ------------------------------------- |
| 19    | إيطاليا | مهاجم  | نيكولو مولينارو (معار من نادي مودينا) |
| 20    | إيطاليا | مهاجم  | ايليا جياني (معار من نادي بيزا)       |
| 21    | إيطاليا | وسط    | ماتيا فيوريني (معار من فيورنتينا)     |
| 22    | إيطاليا | حارس   | بييرو بوريجانا (معار من نادي بادوفا)  |
| 23    | إيطاليا | مهاجم  | ميشيل كورارينو                        |
| 26    | إيطاليا | وسط    | ريكاردو بالميري                       |
| 27    | إيطاليا | مدافع  | توماسو كافالي (معار من أتالانتا)      |
| 29    | إيطاليا | مهاجم  | دافيد ارونديني                        |
| 30    | إيطاليا | مهاجم  | بلو المامونا (معار من نادي كريمونيسي) |
| 37    | إيطاليا | مدافع  | إيتوري جوجليري (قائد الفريق)          |
| 45    | إيطاليا | مدافع  | فيديريكو دانوفارو                     |
| 66    | إيطاليا | مدافع  | فابيو فارولي                          |
| 99    | إيطاليا | مهاجم  | أليساندرو جودانو                      |

### على سبيل الإعارة
| الرقم | المركز    | الجنسية | الاعب                                                        |
| ----- | --------- | ------- | ------------------------------------------------------------ |
| —     | حارس مرمى | إيطاليا | أليسيو غيديتي (إلى نادي نيبيانو وفالتيدون حتى 30 يونيو 2022) |
| —     | مدافع     | إيطاليا | فيليبو فاكيني (إلى بورجو سان دونينو حتى 30 يونيو 2022)       |

| الرقم | المركز | الجنسية | الاعب                                                 |
| ----- | ------ | ------- | ----------------------------------------------------- |
| —     | مدافع  | إيطاليا | فيليبو روميو (إلى بورجو سان دونينو حتى 30 يونيو 2022) |

## مدربين سابقين بارزين
- البيرتو كافاسين
- ماسيمو فيكدينتي
- ستيفانو بيولي

## مرتبة الشرف
دوري إميليا رومانيا [الإنجليزية]
- الفائزون: 2007 - 2008، 2013 - 2014 (المجموعة الأولى)

## روابط خارجية
- الموقع الرسمي